# Гаррисвилл (Западная Виргиния)
Гаррисвилл (англ. Harrisville) — город в штате Западная Виргиния (США). Он является административным центром округа Ритчи. В 2010 году в городе проживало 1876 человека.

## Географическое положение
Гаррисвилл находится на севере штата Западная Виргиния и является административным центром округа Ритчи. Город находится на пересечении дорог штата 31 и 16, в 5 милях от US 50. По данным Бюро переписи населения США город Гаррисвилл имеет общую площадь в 4,12 км², из которых 4,09 км² занимает суша и 0,03 км² — вода.

### Климат
По классификации климатов Кёппена климат Гаррисвилла относится к влажному субтропическому (Cfa). Среднее годовое количество осадков — 1137,9 мм. Средняя температура в году — 11,2 °C, самый тёплый месяц — июль (средняя температура 23,1 °C), самый холодный — январь (средняя температура -1,4 °C).

## История

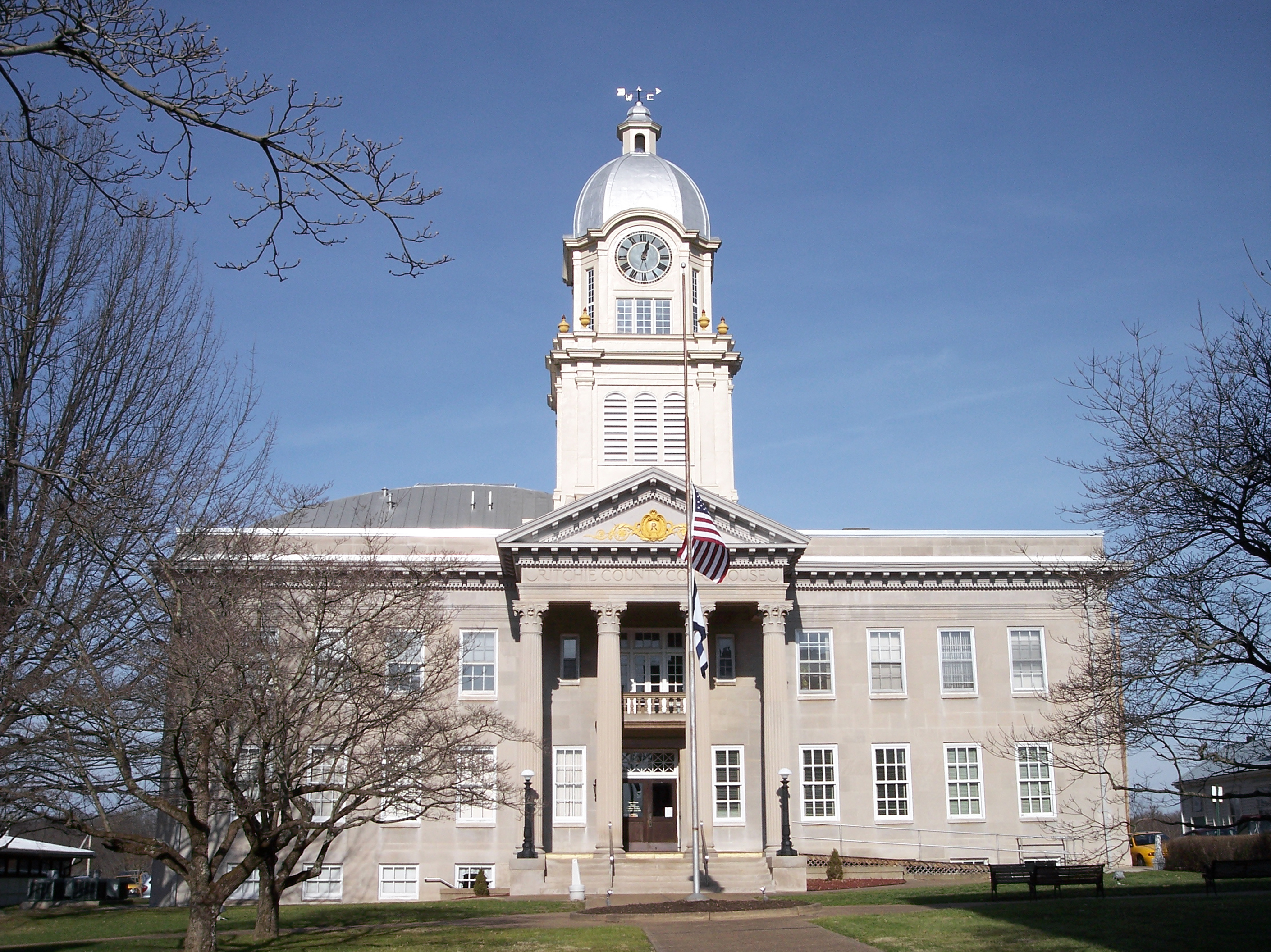
Здание окружного суда Ритчи

Поселение было основано в 1822 году Томасом Харрисом, который перевёз на его территорию семью в 1807 году. Город получил городскую хартию в 1832 году, первая почта открылась в 1833 году, город был известен под именем Солус. Имя менялось несколько раз, пока в 1895 году не был выбран окончательный вариант Гаррисвилл в честь генерала Томаса Харриса, племянника основателя. Округ Ритчи был сформирован в 1843 году, а первое здание окружного суда было построено в 1844. Современное здание суда было построено в 1923 году и является местной достопримечательностью. Железная дорога между Пенсборо и Гаррисвиллом была построена в 1875 году. Между 1909 и 1929 годами была проложена ширококолейная дорога между Гаррисвиллом и Корнуоллисом. Школа открылась в 1894 году.

## Население
По данным переписи 2010 года население Гаррисвилла составляло 1876 человека (из них 46,2 % мужчин и 53,8 % женщин), 787 домашних хозяйств и 496 семьи. Расовый состав: белые — 98,6 %, афроамериканцы — 0,3 %, коренные американцы — 0,1 % и представители двух и более рас — 0,6 %.
Из 787 домашних хозяйств 48,0 % представляли собой совместно проживающие супружеские пары (18,7 % с детьми младше 18 лет), в 10,9 % семей женщины проживали без мужей, в 4,1 % семей мужчины проживали без жён, 37,0 % не имели семьи. В среднем домашнее хозяйство ведут 2,25 человек, а средний размер семьи — 2,81 человека.
Население города по возрастному диапазону по данным переписи 2010 года распределилось следующим образом: 19,1 % — жители младше 18 лет, 2,2 % — между 18 и 21 годами, 54,7 % — от 21 до 65 лет и 21,6 % — в возрасте 65 лет и старше. Средний возраст населения — 44,8 года.
В 2014 году медианный доход на семью оценивался в 60 000 $, на домашнее хозяйство — в 43 224 $. Доход на душу населения — 21 712 $.
Динамика численности населения:
|  |